# I Care
Singles de Beyoncé
Love on Top
(2011) End of Time
(2012)
I Care est une chanson de l'artiste américaine Beyoncé, issue de son quatrième album studio, 4 de 2011. Elle est écrite par Beyoncé, Jeff Bhasker et Chad Hugo tandis que la production est gérée par la chanteuse et Bhasker. Le titre est enregistré aux MSR Studios et est mixé par Jordan Young alias DJ Swivel au KMA Studio de New York. I Care est une ballade puissante R'n'B qui contient également des éléments de soul et de rock. Construite sur un rythme avec des frappements de mains et sur des temps palpitants, l'instrumentation de la chanson consiste en des guitares perçantes, des synthétiseurs discrets, des tambours martelés, des instruments de percussion lourds et un piano. Dans I Care, Beyoncé admet sa vulnérabilité à son amoureux indifférent avec à la fois honnêteté et puissance. Elle chante avec une émotion sincère par-dessus des chœurs roucoulés qui renvoie un solo de guitare avec plusieurs octaves vers la fin de la chanson.
I Care est généralement bien reçu par les critiques de musiques contemporaines qui souligne l'émotion sincère, la tristesse et le ressentiment avec lequel Beyoncé chante. Les critiques compliment aussi la façon dont elle utilise de manière efficace la puissance de son registre grave dans le premier et second couplet jusqu'à ce que sa voix se fonde lentement jusqu'au refrain dominant arrive. Les critiques louent en général le solo de guitare et la puissance vocale de Beyoncé qu'elle montre sur I Care parmi les autres chansons de 4. Après la sortie de 4 au début du mois de juillet 2011, I Care se place à la 35e place du classement des singles internationales sud-coréens, basé uniquement sur des téléchargements. La chanson fait partie de la programmation de Beyoncé pour son 4 Intimate Nights with Beyoncé qui a eu lieu au Roseland Ballroom à New York en août 2011. Les critiques complimentent encore une fois ses capacités vocales et notent que l'interprétation de la chanson en live fait que la chanson pourrait être un single.

## Ventes
Pour la semaine se terminant le 2 juillet 2011, I Care débute à la 35e place du classement des singles internationales sud-coréens, se vendant à 15 816 exemplaires numériques.
| Classement (2011)   | Meilleure position |
| ------------------- | ------------------ |
| Corée du Sud        | 35                 |
| Portugal (Sonnerie) | 16                 |

## Historique des sorties
| Pays   | Date         | Format                |
| ------ | ------------ | --------------------- |
| Italie | 23 mars 2012 | Radios contemporaines |